# Spedizione Villasur

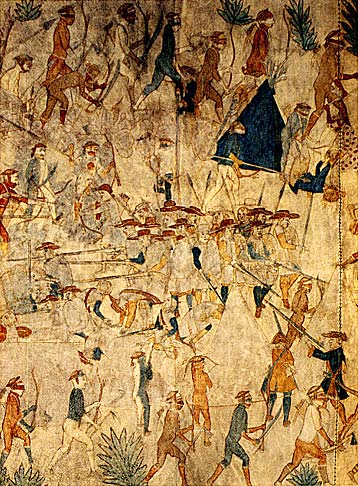
La spedizione Villasur viene attaccata dai Pawnee

La spedizione Villasur del 1720 fu una spedizione militare spagnola che aveva l'obbiettivo di controllare la crescita della presenza francese nelle Grandi Pianure dell'America settentrionale centrale. Guidata dal tenente generale Pedro de Villasur, la spedizione si concluse con una sconfitta per mano degli indiani Pawnee.

## Storia
Nella prima metà del XVIII secolo gli esploratori ed i commercianti francesi iniziarono ad entrare nelle pianure che si estendavano ad ovest del fiume Missouri. Nel 1714 Étienne de Veniard divenne il primo europeo a raggiungere il fiume Platte. La Spagna, che reclamava la sovranità sulle Grandi Pianure fin dalla spedizione di Francisco Vázquez de Coronado, diffidava dall'espansione dell'influenza francese nella regione. Nel 1718 scoppiò la Guerra della Quadruplice Alleanza tra Francia e Spagna; in questo clima agitato Villasur fu inviato dal governatore della colonia spagnola del Nuovo Messico a catturare i mercanti francesi. In questo modo le autorità spagnole avrebbero potuto raccogliere informazioni circa le ambizioni francesi nella regione.
Villasur partì da Santa Fe il 16 giugno 1720, alla guida di 40 soldati, 60-70 guide puebloane e circa 12 guide Apache. La spedizione comprendeva anche José Naranjo, come guida,  capitano di guerra degli ausiliari indiani ed esploratore che aveva già visitato la regione del fiume Platte molte volte in passato, come sacerdote e commerciante spagnolo. La spedizione si diresse verso nord-est negli odierni Colorado, Kansas e Nebraska. Ad agosto ebbero i primi contatti con i Pawnee e gli Otoe lungo i fiumi Platte e Loup. Utilizzando uno schiavo Pawnee catturato, Francisco Sistaca, furono fatti numerosi tentativi di negoziazione con gli indiani locali. Il 13 agosto Sistaca scomparve. Villasur, nervoso per il timore di un attacco, si accampò poco a sud della confluenza tra Loup e Platte, nei pressi dell'odierna Columbus (Nebraska).
Il mattino seguente (14 agosto) un numeroso gruppo di Pawnee (forse aiutati dai mercanti francesi) attaccarono il campo spagnolo. Villasur, 34 dei suoi soldati ed 11 guide puebloane furono uccisi dopo una breve battaglia. I sopravvissuti fecero ritorno a Santa Fe il 6 settembre.
Questa spedizione, che aveva viaggiato più a nord e ad est di qualsiasi altra spedizione militare spagnola prima di allora, segnò la fine dell'influenza spagnola sulle Grandi Pianure centrali.

## Luogo dello scontro
A volte il luogo della battaglia è stato identificato con la confluenza del North Platte e del South Platte in Nebraska occidentale.